# Alan Cox (informatyk)
Alan Cox (ur. 22 lipca 1968 w Solihull) – brytyjski programista, współtwórca jądra Linux. Zatrudniony w firmie Intel, mieszka wraz z żoną Telsą Gwynne w Swansea, w Walii.
Cox utrzymywał gałąź jądra 2.2.x oraz własną wersję gałęzi 2.4 (oznaczoną przez dodanie -ac w numerze – na przykład 2.4.3-ac1). Był powszechnie uważany za drugą pod względem znaczenia osobę dla rozwoju jądra, zaraz po Linusie Torvaldsie. W serii 2.6 jego rolę przejął Andrew Morton. Był też zaangażowany w tworzenie AberMUDa.
Jest zagorzałym zwolennikiem wolności programowania i zdecydowanym przeciwnikiem patentów na oprogramowanie, DMCA jak również SSSCA. Po aresztowaniu Dmitrija Skliarowa za złamanie DMCA złożył rezygnację z grupy USENIX oraz zapowiedział, że nie odwiedzi USA, gdyż boi się uwięzienia.
Laureat nagrody FSF Award for the Advancement of Free Software.